# Smyth County
Smyth County ist ein County im Bundesstaat Virginia der Vereinigten Staaten. Im Jahr 2020 hatte der County 29.800 Einwohner und eine Bevölkerungsdichte von 25,5 Einwohnern pro Quadratkilometer. Der Verwaltungssitz (County Seat) ist Marion. Das County gehört zu den Dry Countys, was bedeutet, dass der Verkauf von Alkohol eingeschränkt oder verboten ist.

## Geographie
Smyth County liegt im Südwesten von Virginia; es ist mit seiner Südspitze etwa 5 km von Tennessee, im Südosten etwa 20 km von North Carolina entfernt und hat eine Fläche von 1171 Quadratkilometern, wovon ein Quadratkilometer Wasserfläche ist. Es grenzt im Uhrzeigersinn an folgende Countys: Bland County, Wythe County, Grayson County, Washington County, Russell County und Tazewell County.

## Geschichte
Gebildet wurde es 1832 aus Teilen des Washington County und des Wythe County. Benannt wurde es nach Alexander Smyth, einem General im Amerikanischen Unabhängigkeitskrieg von 1812 bis 1815, Senator, Mitglied des Repräsentantenhauses und Mitglied im US-Kongress.

## Demografische Daten

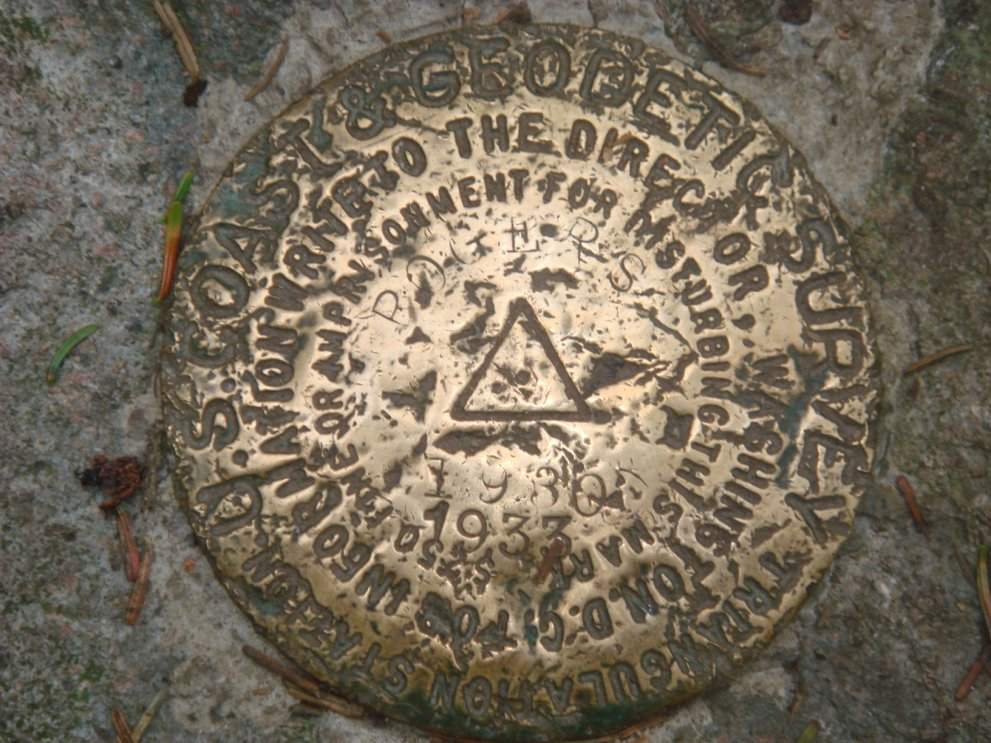
Mount Rogers – Benchmark

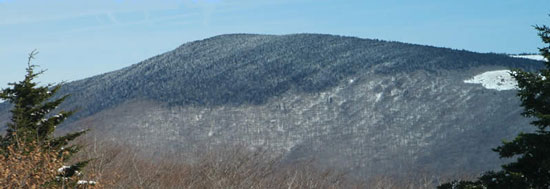
Der Mount Rogers in der Mount Rogers National Recreation Area

Alterspyramide des Smyth County

Nach der Volkszählung im Jahr 2000 lebten im Smyth County 33.081 Menschen. Davon wohnten 1.085 Personen in Sammelunterkünften, die anderen Einwohner lebten in 13.493 Haushalten und 9.607 Familien. Die Bevölkerungsdichte betrug 28 Einwohner pro Quadratkilometer. Ethnisch betrachtet setzte sich die Bevölkerung zusammen aus 96,86 Prozent Weißen, 1,87 Prozent Afroamerikanern, 0,15 Prozent amerikanischen Ureinwohnern, 0,18 Prozent Asiaten und 0,32 Prozent aus anderen ethnischen Gruppen; 0,60 Prozent stammten von zwei oder mehr ethnischen Gruppen ab. 0,86 Prozent der Bevölkerung waren spanischer oder lateinamerikanischer Abstammung.
Von den 13.493 Haushalten hatten 29,2 Prozent Kinder und Jugendliche unter 18 Jahre, die bei ihnen lebten. 55,7 Prozent waren verheiratete, zusammenlebende Paare, 11,2 Prozent waren allein erziehende Mütter, 28,8 Prozent waren keine Familien, 26,0 Prozent waren Singlehaushalte und in 12,5 Prozent lebten Menschen im Alter von 65 Jahren oder darüber. Die Durchschnittshaushaltsgröße betrug 2,37 und die durchschnittliche Familiengröße lag bei 2,83 Personen.
Auf das gesamte County bezogen setzte sich die Bevölkerung zusammen aus 21,6 Prozent Einwohnern unter 18 Jahren, 8,0 Prozent zwischen 18 und 24 Jahren, 28,1 Prozent zwischen 25 und 44 Jahren, 26,0 Prozent zwischen 45 und 64 Jahren und 16,3 Prozent waren 65 Jahre alt oder darüber. Das Durchschnittsalter betrug 40 Jahre. Auf 100 weibliche Personen kamen 93,8 männliche Personen. Auf 100 Frauen im Alter von 18 Jahren oder darüber kamen statistisch 90,5 Männer.

Das jährliche Durchschnittseinkommen eines Haushalts betrug 30.083 USD, das Durchschnittseinkommen der Familien betrug 36.392 USD. Männer hatten ein Durchschnittseinkommen von 26.698 USD, Frauen 19.712 USD. Das Prokopfeinkommen betrug 16.105 USD. 9,9 Prozent der Familien und 13,3 Prozent der Bevölkerung lebten unterhalb der Armutsgrenze. Darunter waren 15,2 Prozent der Kinder und Jugendlichen unter 18 Jahren und 14,0 Prozent der Einwohner im Alter von 65 Jahren oder darüber.